# 原徹
原徹（1935年12月26日—2021年12月14日），是日本的動畫製作人，並曾擔任吉卜力工作室的管理者。

## 經歷

### 青年期
於1935年在福岡縣北九州市出生，青年期在就讀早稻田大學時；因對於漫畫的興趣而在校內創辦了「早稻田大學漫畫研究會」。（當時創辦的成員另有後續成為漫畫家的東海林定雄等人）
當時原徹以嘗識創作四格漫畫為主，並曾多次向《漫畫Sunday》週刊投稿。

### 東映動畫時期
早稻田大學畢業後，原徹放棄成為漫畫家的念頭、而在1959年轉向到東映動畫裡工作。起初多接任企劃方面的任務，之後開始擔任偏向少女題材的電視動畫製作職務為主。
1968年當時也在東映動畫任職的高畑勳及宮崎駿、合力創作了戲院動畫《太陽王子 霍爾斯的大冒險》，而原徹亦為該作品的企劃人員。之後《太陽王子 霍爾斯的大冒險》雖空有好評卻票房不佳，原徹也因此在作品預算高出收入的狀況下受到東映高層的責備。之後1972年；原徹向東映動畫提出辭呈離開。

### Topcraft時期
離開東映動畫後，原轍另起爐灶成立了「Topcraft」動畫工作室，並身任該工作室的社長。
原轍在TOP Craft期間多以與國外的動畫公司接洽合作、一同出品動畫為主，如有《奇妙家庭變形豆》、或是一些改自J·R·R·托爾金小說《魔戒》的動畫《哈比人歷險記》等等。
之後於1984年，原徹再次與當時在東映動畫公司的後輩宮崎駿、高畑勳合作，發行了劇院動畫《風之谷》。

### 吉卜力時期
《風之谷》上映隔年後TOP Craft雖然停止營運，但因高畑勳及宮崎駿在德間書店的出資之下，成立了專為他們兩人創作用的平台「吉卜力工作室」，原徹也隨後一同加入了吉卜力。
原徹在此期間除了擔任吉卜力運作的負責人外，也參與吉卜力數部動畫《天空之城》、《龍貓》、《螢火蟲之墓》等等的制作團隊。
1989年吉卜力在首次大賣的作品《魔女宅急便》上映後，為了下次能做出更好的動畫；開始將往後的製作預算大幅提升，而宮崎駿後續也提出想額外籌備一筆費用以打造新的工作室的想法。雖然當時德間康快及鈴木敏夫都支持上述的經營方式及提案，但原徹對於以上讓吉卜力處於更高風險處境的作法不能認同。最後在1991年，原徹在與工作室經營理念不和的情況下，離開了吉卜力。

## 參與作品

### 電視動畫
- 甜蜜小天使第一期（1969年）：製作決策
- 人魚公主（1970年）：製作堅督
- 了不起的太郎（1970年）：製作人
- 猿飛小惠子（1971年）：製作決策
- 阿帕契棒球隊（1971年）：製作決策
- Kid Power（1972年）：動畫總監
- 'Twas the Night Before Christmas（1974年）：動畫
- The First Easter Rabbit（1976年）：動畫
- 雪人的冬日仙境（1976年）：動畫
- 奇妙家庭變形豆 （1977年）：劇本決策
- 哈比人歷險記（1977年）：動畫人員分配
- The Stingiest Man in Town（1978年）：動畫人員分配
- 魔戒：王者再臨（1980年）：動畫人員分配
- The Flight of Dragons（1982年）：動畫人員分配
- 最後的獨角獸（1982年）：動畫人員分配

### 劇院動畫
- 太陽王子 霍爾斯的大冒險（1968年）：企劃
- 風之谷（1984年）：制作
- 天空之城（1986年）：制作
- 龍貓（1988年）：製作人
- 螢火蟲之墓（1988年）：製作人
- 魔女宅急便（1989年）：制作
- 兒時的點點滴滴（1991年）：制作

## 榮譽
- 1991年第十一屆藤本獎：特別獎